# Albumy numer jeden w roku 2016 (Japonia)
Notowanie Weekly Album Chart (jap. 週間アルバムランキング Shūkan Arubamu Chāto) przedstawia najlepiej sprzedające się albumy w Japonii. Publikowane jest ono przez magazyn Oricon Style, a dane skompletowane zostały przez Oricon w oparciu o cotygodniowe wyniki sprzedaży fizycznej albumów. Poniżej znajdują się tabele prezentujące najpopularniejsze albumy w danych tygodniach w roku 2016.
Notowanie Billboard Japan Hot Albums publikowane jest przez magazyn Billboard, a dane kompletowane są w oparciu o sprzedaż albumów (fizyczną i cyfrową) oraz dane pochodzące z Gracenote – ile razy dana płyta została włożona do komputera.

## Oricon Weekly Album Chart
| Data            | Album | Wykonawca                                 | Źródło |
| --------------- | --- | ----------------------------------------- | ------ |
| 4 stycznia      | Fuku no oto (jap. 福の音)                                                                                                 | Masaharu Fukuyama                         | [ 1 ]  |
| 11 stycznia     | D×D×D | SHINee                                    | [ 2 ]  |
| 18 stycznia     | Utamonogatari – «Monogatari» Series shudaika-shū (jap. 歌物語 -〈物語〉シリーズ主題歌集)                                  | Różni artyści                             | [ 3 ]  |
| 25 stycznia     | Ryōseibai (jap. 両成敗)                                                                                                   | Gesu no Kiwami Otome                      | [ 4 ]  |
| 1 lutego        | miwa ballad collection ~graduation~                                                                                       | Miwa                                      | [ 5 ]  |
| 8 lutego        | YAMA-P | Tomohisa Yamashita                        | [ 6 ]  |
| 15 lutego       | MADE SERIES | Big Bang                                  | [ 7 ]  |
| 22 lutego       | Butterflies | Bump of Chicken                           | [ 8 ]  |
| 29 lutego       | Hakkin no yoake (jap. 白金の夜明け)                                                                                       | Momoiro Clover Z                          | [ 9 ]  |
| 7 marca         | Welcome to Sexy Zone | Sexy Zone                                 | [ 10 ] |
| 14 marca        | SPEEDSTER | Generations from Exile Tribe              | [ 11 ] |
| 21 marca        | QUARTETTO | NEWS                                      | [ 12 ] |
| 28 marca        | Chō Ikimonobakari ~Tennen kinen Members BEST Selection~ (jap. 超いきものばかり〜てんねん記念メンバーズBESTセレクション〜) | Ikimonogakari                             | [ 13 ] |
| 4 kwietnia      | KAT-TUN 10TH ANNIVERSARY BEST “10Ks”                                                                                      | KAT-TUN                                   | [ 14 ] |
| 11 kwietnia     | THE JSB LEGACY | Sandaime J Soul Brothers from Exile Tribe | [ 15 ] |
| 18 kwietnia     | COSMIC EXPLORER | Perfume                                   | [ 16 ] |
| 25 kwietnia     | L’EPILOGUE | Kyōsuke Himuro                            | [ 17 ] |
| 2 maja          | Ano hi ano toki (jap. あの日あの時)                                                                                       | Kazumasa Oda                              | [ 18 ] |
| 9 maja          | GALAXY OP 2PM | 2PM                                       | [ 19 ] |
| 16 maja         | Ano hi ano toki | Kazumasa Oda                              | [ 20 ] |
| 23 maja         | 2020 -T.M.Revolution ALL TIME BEST-                                                                                       | T.M.Revolution                            | [ 21 ] |
| 30 maja         | May Dream | Aiko                                      | [ 22 ] |
| 6 czerwca       | Sorezore no isu (jap. それぞれの椅子)                                                                                     | Nogizaka46                                | [ 23 ] |
| 13 czerwca      | THE IDOLM@STER CINDERELLA MASTER Cute jewelries! 003                                                                      | The Cinderella Project                    | [ 24 ] |
| 20 czerwca      | Grateful Rebirth | Tsuyoshi Dōmoto                           | [ 25 ] |
| 27 czerwca      | HiGH&LOW ORIGINAL BEST ALBUM                                                                                              | Różni artyści                             | [ 26 ] |
| 4 lipca         | I SCREAM | Kis-My-Ft2                                | [ 27 ] |
| 11 lipca        | THE IDOLM@STER CINDERELLA MASTER Cool jewelries! 003                                                                      | The Cinderella Project                    | [ 28 ] |
| 18 lipca        | DREAMS COME TRUE THE Ura BEST! Watashi dake no dorikamu (jap. DREAMS COME TRUE THE ウラBEST! 私だけのドリカム)            | Dreams Come True                          | [ 29 ] |
| 25 lipca        | Just LOVE | Kana Nishino                              | [ 30 ] |
| 1 sierpnia      | Just LOVE | Kana Nishino                              | [ 31 ] |
| 8 sierpnia      | DEAR. | Hey! Say! JUMP                            | [ 32 ] |
| 15 sierpnia     | DEAR. | Hey! Say! JUMP                            | [ 33 ] |
| 22 sierpnia     | Yu 13-14 (jap. ゅ 13-14)                                                                                                  | Unicorn                                   | [ 34 ] |
| 29 sierpnia     | Just LOVE | Kana Nishino                              | [ 35 ] |
| 5 września      | Kimi no na wa. (jap. 君の名は。)                                                                                          | Radwimps                                  | [ 36 ] |
| 12 września     | Kimi no na wa. (jap. 君の名は。)                                                                                          | Radwimps                                  | [ 37 ] |
| 19 września     | YOUTH | BTS                                       | [ 38 ] |
| 26 września     | THIS IS Flower THIS IS BEST                                                                                               | Flower                                    | [ 39 ] |
| 3 października  | N album | KinKi Kids                                | [ 40 ] |
| 10 października | Fantôme | Hikaru Utada                              | [ 41 ] |
| 17 października | Fantôme | Hikaru Utada                              | [ 42 ] |
| 24 października | Fantôme | Hikaru Utada                              | [ 43 ] |
| 31 października | Fantôme | Hikaru Utada                              | [ 44 ] |
| 7 listopada     | Are You Happy? | Arashi                                    | [ 45 ] |
| 14 listopada    | Uchū toshokan (jap. 宇宙図書館)                                                                                           | Yumi Matsutōya                            | [ 46 ] |
| 21 listopada    | EXIST! | Alexandros                                | [ 47 ] |
| 28 listopada    | Sexy Zone 5th Anniversary Best                                                                                            | Sexy Zone                                 | [ 48 ] |
| 5 grudnia       | Ningen kaika (jap. 人間開花)                                                                                              | Radwimps                                  | [ 49 ] |
| 12 grudnia      | Nawesuto (jap. なうぇすと)                                                                                                | Johnny’s West                             | [ 50 ] |
| 19 grudnia      | 24/7 | BtoB                                      | [ 51 ] |
| 26 grudnia      | Ifū dōdō ~B.M.C.A.~ (jap. 威風堂々〜B.M.C.A.〜)                                                                           | Boys and Men                              | [ 52 ] |

## BillboardJapan Hot Albums
| Data            | Album | Wykonawca                                 | Źródło  |
| --------------- | --- | ----------------------------------------- | ------- |
| 4 stycznia      | Fuku no oto (jap. 福の音)                                                                                                 | Masaharu Fukuyama                         | [ 53 ]  |
| 11 stycznia     | Fuku no oto (jap. 福の音)                                                                                                 | Masaharu Fukuyama                         | [ 54 ]  |
| 18 stycznia     | Utamonogatari – «Monogatari» Series shudaika-shū (jap. 歌物語 -〈物語〉シリーズ主題歌集)                                  | Różni artyści                             | [ 55 ]  |
| 25 stycznia     | Ryōseibai (jap. 両成敗)                                                                                                   | Gesu no Kiwami Otome                      | [ 56 ]  |
| 1 lutego        | Chandelier (jap. シャンデリア)                                                                                            | Back number                               | [ 57 ]  |
| 8 lutego        | YAMA-P | Tomohisa Yamashita                        | [ 58 ]  |
| 15 lutego       | MADE SERIES | Big Bang                                  | [ 59 ]  |
| 22 lutego       | Butterflies | Bump of Chicken                           | [ 60 ]  |
| 29 lutego       | Hakkin no yoake (jap. 白金の夜明け)                                                                                       | Momoiro Clover Z                          | [ 61 ]  |
| 7 marca         | Welcome to Sexy Zone | Sexy Zone                                 | [ 62 ]  |
| 14 marca        | SPEEDSTER | Generations from Exile Tribe              | [ 63 ]  |
| 21 marca        | QUARTETTO | NEWS                                      | [ 64 ]  |
| 28 marca        | Chō Ikimonobakari ~Tennen kinen Members BEST Selection~ (jap. 超いきものばかり〜てんねん記念メンバーズBESTセレクション〜) | Ikimonogakari                             | [ 65 ]  |
| 4 kwietnia      | KAT-TUN 10TH ANNIVERSARY BEST “10Ks”                                                                                      | KAT-TUN                                   | [ 66 ]  |
| 11 kwietnia     | THE JSB LEGACY | Sandaime J Soul Brothers from Exile Tribe | [ 67 ]  |
| 18 kwietnia     | COSMIC EXPLORER | Perfume                                   | [ 68 ]  |
| 25 kwietnia     | L’EPILOGUE | Kyōsuke Himuro                            | [ 69 ]  |
| 2 maja          | Ano hi ano toki (jap. あの日あの時)                                                                                       | Kazumasa Oda                              | [ 70 ]  |
| 9 maja          | GALAXY OP 2PM | 2PM                                       | [ 71 ]  |
| 16 maja         | Ano hi ano toki | Kazumasa Oda                              | [ 72 ]  |
| 23 maja         | 2020 -T.M.Revolution ALL TIME BEST-                                                                                       | T.M.Revolution                            | [ 73 ]  |
| 30 maja         | May Dream | Aiko                                      | [ 74 ]  |
| 6 czerwca       | Sorezore no isu (jap. それぞれの椅子)                                                                                     | Nogizaka46                                | [ 75 ]  |
| 13 czerwca      | THE IDOLM@STER CINDERELLA MASTER Cute jewelries! 003                                                                      | The Cinderella Project                    | [ 76 ]  |
| 20 czerwca      | Grateful Rebirth | Tsuyoshi Dōmoto                           | [ 77 ]  |
| 27 czerwca      | HiGH&LOW ORIGINAL BEST ALBUM                                                                                              | Różni artyści                             | [ 78 ]  |
| 4 lipca         | I SCREAM | Kis-My-Ft2                                | [ 79 ]  |
| 11 lipca        | THE IDOLM@STER CINDERELLA MASTER Cool jewelries! 003                                                                      | The Cinderella Project                    | [ 80 ]  |
| 18 lipca        | Walküre Attack! | Macross Delta                             | [ 81 ]  |
| 25 lipca        | Just LOVE | Kana Nishino                              | [ 82 ]  |
| 1 sierpnia      | Just LOVE | Kana Nishino                              | [ 83 ]  |
| 8 sierpnia      | DEAR. | Hey! Say! JUMP                            | [ 84 ]  |
| 15 sierpnia     | Just LOVE | Kana Nishino                              | [ 85 ]  |
| 22 sierpnia     | Just LOVE | Kana Nishino                              | [ 86 ]  |
| 29 sierpnia     | Just LOVE | Kana Nishino                              | [ 87 ]  |
| 5 września      | Kimi no na wa. (jap. 君の名は。)                                                                                          | Radwimps                                  | [ 88 ]  |
| 12 września     | Kimi no na wa. (jap. 君の名は。)                                                                                          | Radwimps                                  | [ 89 ]  |
| 19 września     | Kimi no na wa. (jap. 君の名は。)                                                                                          | Radwimps                                  | [ 90 ]  |
| 26 września     | Kimi no na wa. (jap. 君の名は。)                                                                                          | Radwimps                                  | [ 91 ]  |
| 3 października  | N album | KinKi Kids                                | [ 92 ]  |
| 10 października | Fantôme | Hikaru Utada                              | [ 93 ]  |
| 17 października | Fantôme | Hikaru Utada                              | [ 94 ]  |
| 24 października | Fantôme | Hikaru Utada                              | [ 95 ]  |
| 31 października | Fantôme | Hikaru Utada                              | [ 96 ]  |
| 7 listopada     | Are You Happy? | Arashi                                    | [ 97 ]  |
| 14 listopada    | Are You Happy? | Arashi                                    | [ 98 ]  |
| 21 listopada    | EXIST! | Alexandros                                | [ 99 ]  |
| 28 listopada    | Sexy Zone 5th Anniversary Best                                                                                            | Sexy Zone                                 | [ 100 ] |
| 5 grudnia       | Ningen kaika (jap. 人間開花)                                                                                              | Radwimps                                  | [ 101 ] |
| 12 grudnia      | Nawesuto (jap. なうぇすと)                                                                                                | Johnny’s West                             | [ 102 ] |
| 19 grudnia      | Ningen kaika | Radwimps                                  | [ 103 ] |
| 26 grudnia      | Ifū dōdō ~B.M.C.A.~ (jap. 威風堂々〜B.M.C.A.〜)                                                                           | Boys and Men                              | [ 104 ] |